# ティモジ・タヴァタヴァナワイ
ティモジ・タヴァタヴァナワイ（Timoci Tavatavanawai、1998年2月14日 - ）は、スーパーラグビー・パシフィック、ハイランダーズに所属するラグビーユニオン選手。

## プロフィール
- フィジー・ナウソリ出身[1]。
- ポジションはウィング(WTB)、センター(CTB)。
- 身長 175cm、体重 106kg
- ニュージーランド代表に選ばれたことがある[2]。

## 略歴
タスマン、モアナ・パシフィカを経て、2023年、ハイランダーズに加入。

## 受賞歴
- 2025年スーパーラグビー・パシフィック チーム・オブ・ザ・イヤー:32回(センター1) [4]。